# Teodor Coman
Teodor Coman (* 21. September 1928 in Izvoru, Kreis Argeș; † 1996 in Bukarest) war ein rumänischer Politiker der Rumänischen Kommunistischen Partei PMR (Partidul Muncitoresc Român) und ab 1965 PCR (Partidul Comunist Român), der unter anderem zwischen 1975 und 1978 Innenminister sowie zuletzt von 1986 bis 1989 Botschafter im Haschemitischen Königreich Jordanien war.

## Leben

### Offizier, Jugend- und Parteifunktionär
Coman besuchte von 1935 bis 1942 die Allgemeine Schule von Izvoru sowie danach zwischen Oktober 1942 und 1947 die Militärtechnische Schule Nr. 5 in Găești, ehe er von 1947 bis Januar 1948 Absolvent der Unteroffizierschule für Fahrzeugtechnik in Pitești war. Im September 1947 trat er als Mitglied in den Kommunistischen Jugendverband UTC (Uniunea Tineretului Comunist) ein und setzte zwischen Januar 1948 und April 1949 seine Ausbildung an der Unteroffizierschule für Fahrzeugtechnik in Bukarest fort. Anschließend war er nach seiner Beförderung zum Unterleutnant (Sublocotenent) April 1949 und Februar 1950 Zugführer sowie zuletzt Kompaniechef an der Militärfahrschule in Găești. Nachdem er im Februar 1950 als Leutnant der Reserve aus dem Militärdienst ausgeschieden war, absolvierte er zwischen März und Mai 1950 eine Ausbildung zum Baggerfahrer in Mircea Vodă. 
Daraufhin arbeitete er von Juni 1950 bis Januar 1951 als Baggerfahrer und Sekretär der Organisation der kommunistischen Union der Arbeiterjugend UTM (Uniunea Tineretului Muncitor) beim Bauprojekt am Donau-Schwarzmeer-Kanal. Daraufhin war er zwischen Januar 1951 und 1953 Instrukteur des UTM-Komitees bei diesem Bauprojekt sowie danach von November 1953 und 1954 Erster Sekretär des UTM-Stadtkomitees von Constanța. Während dieser wurde er im August 1953 Mitglied der Rumänischen Kommunistischen Partei PMR (Partidul Muncitoresc Român) und war danach zwischen 1954 und September 1955 Instrukteur und Sekretär des UTM-Komitees im Kreis Constanța.
Nachdem Coman zwischen September 1955 und Dezember 1956 die Zentralschule des Komsomol in Moskau absolviert hatte, war er von Dezember 1956 bis 1960 Erster Sekretär des UTM-Komitees im Kreis Constanța und wurde als solcher im Januar 1959 auch Mitglied des Büros des PMR-Parteikomitees in diesem Kreis. Daran schloss sich von 1960 bis 1965 eine Verwendung als Erster stellvertretender Leiter der Sektion Organisation sowie zwischen 1965 und 1968 als Sekretär für Organisation des Parteikomitees der Region Dobrudscha an. Danach fungierte er von Februar 1968 bis zum 23. November 1974 als Erster Sekretär des Parteikomitees sowie als Präsident des Exekutivkomitees des Volksrates im Kreis Tulcea. 

### Abgeordneter, Innenminister und Botschafter
Am 12. August 1969 wurde Coman zudem Mitglied des Zentralkomitees (ZK) der PCR, dem er bis zum 16. Dezember 1987 angehörte. 1969 wurde er außerdem erstmals Mitglied der Großen Nationalversammlung (Marea Adunare Națională) und vertrat dort zunächst den Wahlkreis Frecăței, danach zwischen 1975 und 1980 den Wahlkreis Orțișoara, von 1980 bis 1985 den Wahlkreis Zătreni sowie zuletzt zwischen 1985 und 1989 den Wahlkreis Sovata Nr. 10.
Coman war zwischen dem 23. November 1974 und dem 22. März 1975 Erster Vize-Innenminister und übernahm daraufhin am 22. März 1975 von Emil Bobu selbst das Amt des Innenministers (Ministru de Interne). Dieses Amt bekleidete er bis zum 5. September 1978 und wurde dann durch George Homoștean abgelöst. 1975 wurde er auch Mitglied des Obersten Rates für wirtschaftliche und soziale Entwicklung und war in seiner Funktion als Innenminister vom 11. November 1975 bis zum 2. März 1979 auch Mitglied des Verteidigungsrates der Sozialistischen Republik Rumänien.
Nach seinem Ausscheiden aus dem Ministerrat wurde Coman am 26. September 1978 Erster Sekretär des Parteikomitees sowie Präsident des Exekutivkomitees des Volksrates im Kreis Vâlcea. Am 26. März 1980 wurde er ferner Mitglied der ZK-Kommission für organisatorische Angelegenheiten der Partei, des Staates der Massenorganisationen sowie der Nichtregierungsorganisationen und war seit dem 29. März 1980 ferner Mitglied des Ausschusses der Großen Nationalversammlung für die Volksräte und die Staatsverwaltung. Er war des Weiteren zwischen dem 11. April 1984 und dem 26. August 1986 Präsident des Komitees für Angelegenheiten der Volksräte. Am 30. Januar 1985 wurde er Sekretär der Zentralen Wahlkommission und war zuletzt als Nachfolger von Andrei Cervencovici vom 30. Oktober 1986 bis zum 3. Mai 1989 außerordentlicher und bevollmächtigter Botschafter im Haschemitischen Königreich Jordanien.

### Ehrungen und Auszeichnungen
Für seine langjährigen Verdienste wurde Coman mehrfach ausgezeichnet und erhielt unter anderem 1961 den Stern der Volksrepublik Rumänien Fünfter Klasse (Ordinul Steaua Republicii Populare Române), 1965 den Orden der Arbeit Dritter Klasse (Ordinul Muncii), 1967 den Orden Tudor Vladimirescu (Ordinul Tudor Vladimirescu), den Orden 23. August Erster Klasse (Ordinul 23. August) sowie 1974 den Stern der Sozialistischen Republik Rumänien Dritter Klasse (Ordinul Steaua Republicii Socialiste România).